# New York (canção de Snow Patrol)
"New York" é uma canção da banda de rock norte-irlandesa Snow Patrol. A faixa foi lançada como o terceiro single do sexto álbum estúdio Fallen Empires de 2011.

## Faixas
| N.º | Título                       | Duração |  |
| 1.  | "New York" (Versão do álbum) | 4:02    |  |

## Paradas musicais
| Paradas (2011-12)                                         | Melhor posição |
| --------------------------------------------------------- | -------------- |
| Bélgica (Ultratip Flandres)                               | 16             |
| Canadá (Billboard Canadian Hot 100)                       | 94             |
| Estados Unidos (Billboard Bubbling Under Hot 100 Singles) | 2              |
| Estados Unidos (Billboard Rock Digital Songs)             | 15             |
| Estados Unidos (Billboard Alternative Digital Songs)      | 10             |